# Гэрдъёль
Гэрдъёль — посёлок в составе городского округа Ухта республики Коми.

## Географическое положение
Посёлок расположен в 22 километрах  на запад-юго-запад от города Ухта. Подъезд к посёлку осуществляется с автомобильной дороги Сыктывкар-Ухта-Печора-Усинск-Нарьян-Мар, которая разделяет населённый пункт на две части. Вдоль южной границы посёлка протекает река Ухта

## Климат
Климат умеренно-континентальный с коротким прохладным летом и продолжительной морозной зимой. Климат формируется вблизи северных морей в условиях малого количества солнечной радиации и под воздействием интенсивного западного переноса. Особенностью климата является формирование неблагоприятных условий проживания, строительства и эксплуатации инженерных сооружений в зимний период. Зима длится 6 месяцев с октября по апрель. Преобладает устойчивая морозная погода с частыми снегопадами и метелями. Средняя температура января – 17,3ºС. Абсолютная минимальная температура воздуха (-49)ºС. Лето длится три месяца с июня по август с преимущественно прохладной и пасмурной погодой. В течение всего лета возможны заморозки, а также периоды засушливой, жаркой погоды. Средняя температура июля +12,1ºС. Абсолютный максимум равен +35ºС.

## История
Основан  в конце 1930-40-х годах. На карте 1945 года – Герд-Йоль, в списке 1949 года Гэрд-ёль, в 1956 года Гордъёль. В 1970 г проживало 370 человек, в 1979 – 309, в 2000 – 250.

## Население
Постоянное население 187  человека (русские 73%),  71 человек (2010, перепись).